# Bloqueo de Cádiz
El bloqueo de Cádiz formó parte de un combate naval del puerto español de Cádiz por la Royal Navy. Constó del cerco y del bombardeo de la ciudad, así como un asalto anfibio contra el puerto mismo entre junio y julio de 1797. Tras la batalla del Cabo de San Vicente, la flota británica, al mando de John Jervis y Horatio Nelson, apareció en el golfo de Cádiz. A principios de junio la ciudad fue bombardeada, pero las baterías, la marina y la ciudad sufrieron pocos destrozos. Nelson tenía por objetivo obligar al almirante español José de Mazarredo a que saliera del puerto con la flota española. Mazarredo preparó una respuesta inteligente y los españoles comenzaron a construir cañoneros y barcos para proteger la entrada al puerto. A principios de julio, después de una serie de ataques fracasados por Nelson, la Royal Navy se retiró y se abandonó el cerco. Sin embargo, el bloqueo naval duró hasta la firma del Tratado de Amiens en 1802.